# Llista de personatges dels Barrufets

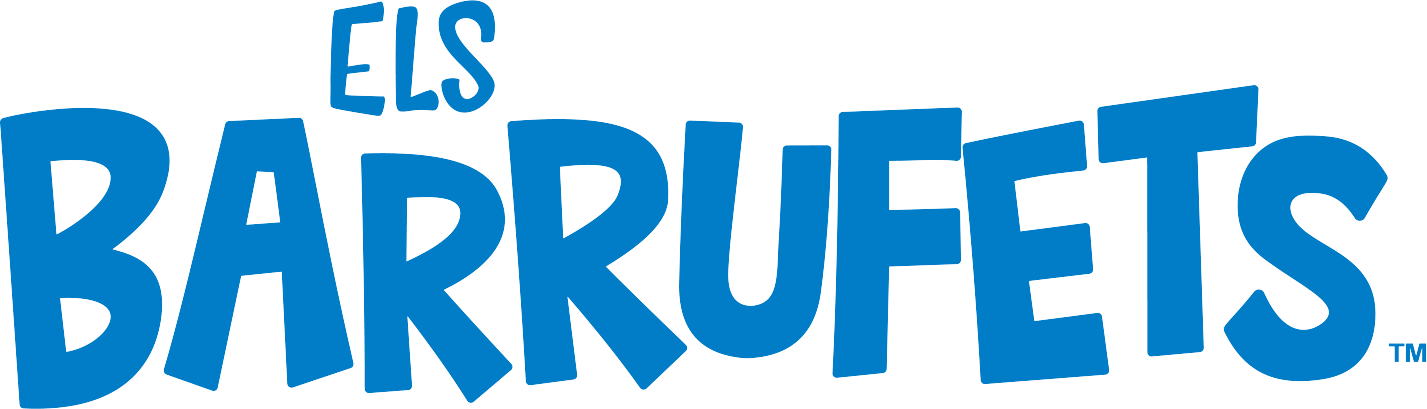
Logo de la sèrie Els Barrufets.

Aquesta és la llista dels personatges creats pel caricaturista belga Peyo per a la sèrie d'historietes juvenils Els Barrufets, la qual va ser adaptada per a la televisió per la companyia d'estudi Hanna Barbera Productions i per a les pel·lícules de 2011, 2013 i la pel·lícula animada del 2017 per Sony Pictures Animation, així com la sèrie animada d'2021.

## A
| Aficionat               | Aficionat | Aficionat | Aficionat |
| ----------------------- | --- | --- | --- |
| Nom original en francès | | | |
| Descripció              | És el barrufet més introvertit i sentimental. Constantment es turmenta per una tristesa inherent que prové de la incapacitat dels seus amics i família per a entendre-ho. La vida d'aficionat és una demanda interminable per a l'amor i per a ser entès. | És el barrufet més introvertit i sentimental. Constantment es turmenta per una tristesa inherent que prové de la incapacitat dels seus amics i família per a entendre-ho. La vida d'aficionat és una demanda interminable per a l'amor i per a ser entès. | És el barrufet més introvertit i sentimental. Constantment es turmenta per una tristesa inherent que prové de la incapacitat dels seus amics i família per a entendre-ho. La vida d'aficionat és una demanda interminable per a l'amor i per a ser entès. |
| Apareix en              | Còmics i sèrie (1981) | Còmics i sèrie (1981) | Còmics i sèrie (1981) |
| Veu                     | Pel·lícula / Sèrie | VO | Català |
| Veu                     | Sèrie 1981 | Frank Welker | |
| Animós                  | | | |
| Nom original en francès | | | |
| Descripció              | Admira les habilitats de tots els barrufets i passa el temps demanant ser pres com a aprenent de cadascun d'ells. El problema és que no pot mantenir l'atenció en cap ofici i sol abandonar qualsevol explicació o labor que li estiguin donant quan veu, escolta o capta en la seva proximitat a algun altre barrufet amb un ofici diferent. Aquesta actitud ha causat diferents problemes i accidents en el llogaret, davant els quals el Barrufet Bromista sol dir la frase Animós ataca de nou. L'única professió capaç de mantenir la seva atenció per més d'un dia va ser la de Metge (per causa d'una broma de Barrufet Bromista) en la qual va demostrar tenir valor i tenacitat sota pressió; però com a la pressió es va allunyar, Animós va tornar a la seva vida de sempre. | Admira les habilitats de tots els barrufets i passa el temps demanant ser pres com a aprenent de cadascun d'ells. El problema és que no pot mantenir l'atenció en cap ofici i sol abandonar qualsevol explicació o labor que li estiguin donant quan veu, escolta o capta en la seva proximitat a algun altre barrufet amb un ofici diferent. Aquesta actitud ha causat diferents problemes i accidents en el llogaret, davant els quals el Barrufet Bromista sol dir la frase Animós ataca de nou. L'única professió capaç de mantenir la seva atenció per més d'un dia va ser la de Metge (per causa d'una broma de Barrufet Bromista) en la qual va demostrar tenir valor i tenacitat sota pressió; però com a la pressió es va allunyar, Animós va tornar a la seva vida de sempre. | Admira les habilitats de tots els barrufets i passa el temps demanant ser pres com a aprenent de cadascun d'ells. El problema és que no pot mantenir l'atenció en cap ofici i sol abandonar qualsevol explicació o labor que li estiguin donant quan veu, escolta o capta en la seva proximitat a algun altre barrufet amb un ofici diferent. Aquesta actitud ha causat diferents problemes i accidents en el llogaret, davant els quals el Barrufet Bromista sol dir la frase Animós ataca de nou. L'única professió capaç de mantenir la seva atenció per més d'un dia va ser la de Metge (per causa d'una broma de Barrufet Bromista) en la qual va demostrar tenir valor i tenacitat sota pressió; però com a la pressió es va allunyar, Animós va tornar a la seva vida de sempre. |
| Apareix en              | | | |
| Aprenent                | | | |
| Nom original en francès | Apprenti Schtroumpf | Apprenti Schtroumpf | Apprenti Schtroumpf |
| Descripció              | Un barrufet amb un interès estrany a fer els seus propis químics i experiments màgics. Aquest Barrufet vol aprendre màgia i alquímia. Una vegada, després de diversos intents fallits d'aconseguir el tractat de màgia del Gran Barrufet, va al laboratori de Gargamel i roba una pàgina del seu llibre de màgia. Però mai realitza la màgia com ha de ser, sempre necessitarà del Gran Barrufet. | Un barrufet amb un interès estrany a fer els seus propis químics i experiments màgics. Aquest Barrufet vol aprendre màgia i alquímia. Una vegada, després de diversos intents fallits d'aconseguir el tractat de màgia del Gran Barrufet, va al laboratori de Gargamel i roba una pàgina del seu llibre de màgia. Però mai realitza la màgia com ha de ser, sempre necessitarà del Gran Barrufet. | Un barrufet amb un interès estrany a fer els seus propis químics i experiments màgics. Aquest Barrufet vol aprendre màgia i alquímia. Una vegada, després de diversos intents fallits d'aconseguir el tractat de màgia del Gran Barrufet, va al laboratori de Gargamel i roba una pàgina del seu llibre de màgia. Però mai realitza la màgia com ha de ser, sempre necessitarà del Gran Barrufet. |
| Apareix en              | | | |
| Arqueòleg               | | | |
| Nom original en francès | | | |
| Descripció              | És un barrufet que realitza excavacions a la recerca de tresors antics. | És un barrufet que realitza excavacions a la recerca de tresors antics. | És un barrufet que realitza excavacions a la recerca de tresors antics. |
| Apareix en              | | | |
| Arquitecte              | | | |
| Nom original en francès | | | |
| Descripció              | Arquitecte dissenya totes les cases en forma de fong del poblat barrufet. En el dibuix animat, Arquitecte, cansat de dissenyar només cases en forma de fong, va construir un gratacel per a reemplaçar el poble. Després d'un incendi, els barrufets tornen al poble. | Arquitecte dissenya totes les cases en forma de fong del poblat barrufet. En el dibuix animat, Arquitecte, cansat de dissenyar només cases en forma de fong, va construir un gratacel per a reemplaçar el poble. Després d'un incendi, els barrufets tornen al poble. | Arquitecte dissenya totes les cases en forma de fong del poblat barrufet. En el dibuix animat, Arquitecte, cansat de dissenyar només cases en forma de fong, va construir un gratacel per a reemplaçar el poble. Després d'un incendi, els barrufets tornen al poble. |
| Apareix en              | | | |
| Astronauta              | | | |
| Nom original en francès | Cosmoschtroumpf | Cosmoschtroumpf | Cosmoschtroumpf |
| Descripció              | És un barrufet que viatja a l'espai. Porta un mono blanc i un casc transparent. | És un barrufet que viatja a l'espai. Porta un mono blanc i un casc transparent. | És un barrufet que viatja a l'espai. Porta un mono blanc i un casc transparent. |
| Apareix en              | Al còmic El Barrufonauta. | Al còmic El Barrufonauta. | Al còmic El Barrufonauta. |
| Avi Barrufet            | | | |
| Nom original en francès | Vieux Vieux Schtroumpf | Vieux Vieux Schtroumpf | Vieux Vieux Schtroumpf |
| Descripció              | Avi Barrufet (qui sí que va aparèixer en les historietes originals) és el més vell de tots els barrufets. L'Avi Barrufet va tornar al Poble Barrufet després d'una absència de 500 anys. Camina lleugerament encorbat amb un bastó de fusta, té una barba llarga i blanca, i usa pantalons de treball i barretina grocs i ulleres. És molt savi. | Avi Barrufet (qui sí que va aparèixer en les historietes originals) és el més vell de tots els barrufets. L'Avi Barrufet va tornar al Poble Barrufet després d'una absència de 500 anys. Camina lleugerament encorbat amb un bastó de fusta, té una barba llarga i blanca, i usa pantalons de treball i barretina grocs i ulleres. És molt savi. | Avi Barrufet (qui sí que va aparèixer en les historietes originals) és el més vell de tots els barrufets. L'Avi Barrufet va tornar al Poble Barrufet després d'una absència de 500 anys. Camina lleugerament encorbat amb un bastó de fusta, té una barba llarga i blanca, i usa pantalons de treball i barretina grocs i ulleres. És molt savi. |
| Apareix en              | | | |
| Veu                     | Pel·lícula / Sèrie | VO | Català |
| Veu                     | Sèrie 1981 | Jonathan Winters | Manuel Lázaro |
| Àvia Barrufeta          | | | |
| Nom original en francès | Mémé Schtroumpf | Mémé Schtroumpf | Mémé Schtroumpf |
| Descripció              | És una Barrufeta que entra en la sèrie animada després d'escapar d'un castell maleït on va estar atrapada durant segles. No és clar si és un Barrufet femenina d'origen natural o si va ser creat d'alguna manera a través de la bruixeria com Pitufina i Sassette. Ella va introduir en la Temporada 8 de la sèrie i ella posseeix un conill magenta mascota anomenada Smoogle. Nanny no suporta romandre molt de temps al costat de la Barrufeta a causa de l'altivesa i desdeny amb què ella rebutja qualsevol consell. | És una Barrufeta que entra en la sèrie animada després d'escapar d'un castell maleït on va estar atrapada durant segles. No és clar si és un Barrufet femenina d'origen natural o si va ser creat d'alguna manera a través de la bruixeria com Pitufina i Sassette. Ella va introduir en la Temporada 8 de la sèrie i ella posseeix un conill magenta mascota anomenada Smoogle. Nanny no suporta romandre molt de temps al costat de la Barrufeta a causa de l'altivesa i desdeny amb què ella rebutja qualsevol consell. | És una Barrufeta que entra en la sèrie animada després d'escapar d'un castell maleït on va estar atrapada durant segles. No és clar si és un Barrufet femenina d'origen natural o si va ser creat d'alguna manera a través de la bruixeria com Pitufina i Sassette. Ella va introduir en la Temporada 8 de la sèrie i ella posseeix un conill magenta mascota anomenada Smoogle. Nanny no suporta romandre molt de temps al costat de la Barrufeta a causa de l'altivesa i desdeny amb què ella rebutja qualsevol consell. |
| Apareix en              | Còmics i sèrie (1981) | Còmics i sèrie (1981) | Còmics i sèrie (1981) |
| Veu                     | Pel·lícula / Sèrie | VO | Català |
| Veu                     | Sèrie 1981 | Susan Blu | Carme Contreras |
| Aviador                 | | | |
| Nom original en francès | Schtroumpf Volant | Schtroumpf Volant | Schtroumpf Volant |
| Descripció              | Aviador té una sola passió en la vida: volar. Va provar diverses maneres de volar en l'aire: pegant plomes als seus braços, usant un globus d'aire calent, fins i tot menjar llevat. Els seus esforços sol eren efímers, i es va rendir durant algun temps, fins que va buscar ajuda de Barrufet Geni que li va construir un gran avió de fusta. El seu nom en francès pot significar tant Volador com Lladre, i apareix traduït com a tal en la historieta La Barrufeta quan li roba un pastís a Barrufet Llaminer per a regalar-l'hi a la Barrufeta. Bromista li roba al seu torn el pastís, i li deixa en el seu lloc un dels seus regals, que obre Barrufet Llaminer en creure que es tracta del seu pastís robat (Ca-Boom).                                                        | Aviador té una sola passió en la vida: volar. Va provar diverses maneres de volar en l'aire: pegant plomes als seus braços, usant un globus d'aire calent, fins i tot menjar llevat. Els seus esforços sol eren efímers, i es va rendir durant algun temps, fins que va buscar ajuda de Barrufet Geni que li va construir un gran avió de fusta. El seu nom en francès pot significar tant Volador com Lladre, i apareix traduït com a tal en la historieta La Barrufeta quan li roba un pastís a Barrufet Llaminer per a regalar-l'hi a la Barrufeta. Bromista li roba al seu torn el pastís, i li deixa en el seu lloc un dels seus regals, que obre Barrufet Llaminer en creure que es tracta del seu pastís robat (Ca-Boom).                                                        | Aviador té una sola passió en la vida: volar. Va provar diverses maneres de volar en l'aire: pegant plomes als seus braços, usant un globus d'aire calent, fins i tot menjar llevat. Els seus esforços sol eren efímers, i es va rendir durant algun temps, fins que va buscar ajuda de Barrufet Geni que li va construir un gran avió de fusta. El seu nom en francès pot significar tant Volador com Lladre, i apareix traduït com a tal en la historieta La Barrufeta quan li roba un pastís a Barrufet Llaminer per a regalar-l'hi a la Barrufeta. Bromista li roba al seu torn el pastís, i li deixa en el seu lloc un dels seus regals, que obre Barrufet Llaminer en creure que es tracta del seu pastís robat (Ca-Boom).                                                        |
| Apareix en              | Còmics, sèrie (1961) i pel·lícules | Còmics, sèrie (1961) i pel·lícules | Còmics, sèrie (1961) i pel·lícules |
| Veu                     | Pel·lícula / Sèrie | VO | Català |
| Veu                     | Sèrie 1961 | Jeanine Cherel | |

## B
| Barrufet de les ulleres | Barrufet de les ulleres | Barrufet de les ulleres | Barrufet de les ulleres |
| ----------------------- | --- | --- | --- |
| Nom original en francès | Schtroumpf à Lunettes | Schtroumpf à Lunettes | Schtroumpf à Lunettes |
| Descripció              | És l'intel·lectual del poble que no té por de compartir la seva saviesa amb els seus companys encara que a ells no els interessi. És aprenent i ajudant del Gran Barrufet en el seu laboratori. És fàcilment identificable per les seves ulleres i els seus llibres (aparentment escrits per ell mateix). Sovint està acompanyat del Barrufet Pocatraça, qui és el seu amic incondicional i al qual intenta instruir i corregir tot el temps. | És l'intel·lectual del poble que no té por de compartir la seva saviesa amb els seus companys encara que a ells no els interessi. És aprenent i ajudant del Gran Barrufet en el seu laboratori. És fàcilment identificable per les seves ulleres i els seus llibres (aparentment escrits per ell mateix). Sovint està acompanyat del Barrufet Pocatraça, qui és el seu amic incondicional i al qual intenta instruir i corregir tot el temps. | És l'intel·lectual del poble que no té por de compartir la seva saviesa amb els seus companys encara que a ells no els interessi. És aprenent i ajudant del Gran Barrufet en el seu laboratori. És fàcilment identificable per les seves ulleres i els seus llibres (aparentment escrits per ell mateix). Sovint està acompanyat del Barrufet Pocatraça, qui és el seu amic incondicional i al qual intenta instruir i corregir tot el temps. |
| Apareix en              | Còmics, sèrie de dibuixos (1981 i 2021) i en les pel·lícules | Còmics, sèrie de dibuixos (1981 i 2021) i en les pel·lícules | Còmics, sèrie de dibuixos (1981 i 2021) i en les pel·lícules |
| Veu                     | Pel·lícula / Sèrie | VO | Català |
| Veu                     | Sèrie 1981 | Danny Goldman | Jordi Vilaseca Quim Mesalles Jonatan López |
| Veu                     | Els barrufets. El poble amagat: | Danny Pudi | Aleix Estadella |
| Barrufeta               | | | |
| Nom original en francès | Schtroumpfette | Schtroumpfette | Schtroumpfette |
| Descripció              | Va ser creada per Gargamel usant argila i un encanteri que la va fer malvada, amb la finalitat que usés els seus encants i provoqués la gelosia i la competència entre els barrufets, assegurant la seva destrucció. La va deixar en el bosc i Forçut la va portar al poble barrufet, on va fer entremaliadures al punt que ningú la suportava. El Gran Barrufet es va apiadar de la Barrufeta i va recordar que el seu pare li va dir que volia ser com la resta dels barrufets, convertint-la en una bella Barrufeta en què ella volia ser. Barrufeta sempre ha estat un motiu de conflicte i desequilibri en una societat que acostuma compartir tot, tornant-se un bé individual. La Barrufeta no parla el llenguatge Barrufet, parla més com un humà. Barrufeta, anomenada Barrufeta en el còmic (l'error va sortir per un problema en la traducció), és una de les quatre dones del llogaret, però ella va ser la primera a aparèixer en la sèrie. Té trets més delicats que els altres, amb els cabells ondulats rossos llarg i pestanyes llargues. Usa un vestit blanc i talons alts del mateix color. El seu interès és cuidar i voler a cada barrufet. Li agraden les flors i per això les conrea al seu jardí. Tots els barrufets són els seus amics, però com tots tenen un millor amic en el cas d'ella, aquest és Presumit (La Barrufeta és molt maca però una mica vanitosa, per això té una gran amistat amb aquell). Li agrada estar amb bebè barrufet. En l'episodi Romeos i Barrufeta fins i tot el Gran Barrufet es va enamorar d'ella (li va demanar matrimoni oferint-li ser anomenada Mamà Barrufet) i alguns barrufets li van demanar matrimoni també, van ser uns quatre (Forçut, Pocatraça, Inventor i Presumit) els qui volien coses serioses i els altres sol volien que la Barrufeta els parés esment. Està enamorada de Barrufet Forçut i a més en la pel·lícula animada The Smurfs: A Christmas Carol, la Barrufeta exerceix el paper de barrufet del Nadal Passat, mostrant a Rondinaire quins efectes actuals de la seva negativa a participar en la celebració del Nadal tindria en els seus Barrufets companys. La Barrufeta no suporta romandre molt de temps al costat de l'Àvia Barrufeta a causa de les seves constants crítiques. | Va ser creada per Gargamel usant argila i un encanteri que la va fer malvada, amb la finalitat que usés els seus encants i provoqués la gelosia i la competència entre els barrufets, assegurant la seva destrucció. La va deixar en el bosc i Forçut la va portar al poble barrufet, on va fer entremaliadures al punt que ningú la suportava. El Gran Barrufet es va apiadar de la Barrufeta i va recordar que el seu pare li va dir que volia ser com la resta dels barrufets, convertint-la en una bella Barrufeta en què ella volia ser. Barrufeta sempre ha estat un motiu de conflicte i desequilibri en una societat que acostuma compartir tot, tornant-se un bé individual. La Barrufeta no parla el llenguatge Barrufet, parla més com un humà. Barrufeta, anomenada Barrufeta en el còmic (l'error va sortir per un problema en la traducció), és una de les quatre dones del llogaret, però ella va ser la primera a aparèixer en la sèrie. Té trets més delicats que els altres, amb els cabells ondulats rossos llarg i pestanyes llargues. Usa un vestit blanc i talons alts del mateix color. El seu interès és cuidar i voler a cada barrufet. Li agraden les flors i per això les conrea al seu jardí. Tots els barrufets són els seus amics, però com tots tenen un millor amic en el cas d'ella, aquest és Presumit (La Barrufeta és molt maca però una mica vanitosa, per això té una gran amistat amb aquell). Li agrada estar amb bebè barrufet. En l'episodi Romeos i Barrufeta fins i tot el Gran Barrufet es va enamorar d'ella (li va demanar matrimoni oferint-li ser anomenada Mamà Barrufet) i alguns barrufets li van demanar matrimoni també, van ser uns quatre (Forçut, Pocatraça, Inventor i Presumit) els qui volien coses serioses i els altres sol volien que la Barrufeta els parés esment. Està enamorada de Barrufet Forçut i a més en la pel·lícula animada The Smurfs: A Christmas Carol, la Barrufeta exerceix el paper de barrufet del Nadal Passat, mostrant a Rondinaire quins efectes actuals de la seva negativa a participar en la celebració del Nadal tindria en els seus Barrufets companys. La Barrufeta no suporta romandre molt de temps al costat de l'Àvia Barrufeta a causa de les seves constants crítiques. | Va ser creada per Gargamel usant argila i un encanteri que la va fer malvada, amb la finalitat que usés els seus encants i provoqués la gelosia i la competència entre els barrufets, assegurant la seva destrucció. La va deixar en el bosc i Forçut la va portar al poble barrufet, on va fer entremaliadures al punt que ningú la suportava. El Gran Barrufet es va apiadar de la Barrufeta i va recordar que el seu pare li va dir que volia ser com la resta dels barrufets, convertint-la en una bella Barrufeta en què ella volia ser. Barrufeta sempre ha estat un motiu de conflicte i desequilibri en una societat que acostuma compartir tot, tornant-se un bé individual. La Barrufeta no parla el llenguatge Barrufet, parla més com un humà. Barrufeta, anomenada Barrufeta en el còmic (l'error va sortir per un problema en la traducció), és una de les quatre dones del llogaret, però ella va ser la primera a aparèixer en la sèrie. Té trets més delicats que els altres, amb els cabells ondulats rossos llarg i pestanyes llargues. Usa un vestit blanc i talons alts del mateix color. El seu interès és cuidar i voler a cada barrufet. Li agraden les flors i per això les conrea al seu jardí. Tots els barrufets són els seus amics, però com tots tenen un millor amic en el cas d'ella, aquest és Presumit (La Barrufeta és molt maca però una mica vanitosa, per això té una gran amistat amb aquell). Li agrada estar amb bebè barrufet. En l'episodi Romeos i Barrufeta fins i tot el Gran Barrufet es va enamorar d'ella (li va demanar matrimoni oferint-li ser anomenada Mamà Barrufet) i alguns barrufets li van demanar matrimoni també, van ser uns quatre (Forçut, Pocatraça, Inventor i Presumit) els qui volien coses serioses i els altres sol volien que la Barrufeta els parés esment. Està enamorada de Barrufet Forçut i a més en la pel·lícula animada The Smurfs: A Christmas Carol, la Barrufeta exerceix el paper de barrufet del Nadal Passat, mostrant a Rondinaire quins efectes actuals de la seva negativa a participar en la celebració del Nadal tindria en els seus Barrufets companys. La Barrufeta no suporta romandre molt de temps al costat de l'Àvia Barrufeta a causa de les seves constants crítiques. |
| Apareix en              | Còmics, sèrie de dibuixos (1981 i 2021) i en les pel·lícules | Còmics, sèrie de dibuixos (1981 i 2021) i en les pel·lícules | Còmics, sèrie de dibuixos (1981 i 2021) i en les pel·lícules |
| Veu                     | Pel·lícula / Sèrie | VO | Català |
| Veu                     | Sèrie 1982 | Lucille Bliss | Elsa Fàbregas Noemí Bayarri Marta Barbarà |
| Veu                     | Els Barrufets | Katy Perry | Eva Lluch |
| Veu                     | Els Barrufets 2 | Katy Perry | Eva Lluch |
| Veu                     | Els barrufets. El poble amagat: | Demi Lobato | Eva Lluch |
| Barrusalze              | | | |
| Nom original en francès | Saule | Saule | Saule |
| Descripció              | És la lider del poble amagat on hi viuen les barrufetes del bosc prohibit. Com el Gran Barrufet, també té el cabell blanc i el capell i els peücs vermells però porta un vestit i una armilla a sobre. | És la lider del poble amagat on hi viuen les barrufetes del bosc prohibit. Com el Gran Barrufet, també té el cabell blanc i el capell i els peücs vermells però porta un vestit i una armilla a sobre. | És la lider del poble amagat on hi viuen les barrufetes del bosc prohibit. Com el Gran Barrufet, també té el cabell blanc i el capell i els peücs vermells però porta un vestit i una armilla a sobre. |
| Apareix en              | Còmics, sèrie de dibuixos (2021) i a la pel·lícula Els Barrufets. El poble amagat | Còmics, sèrie de dibuixos (2021) i a la pel·lícula Els Barrufets. El poble amagat | Còmics, sèrie de dibuixos (2021) i a la pel·lícula Els Barrufets. El poble amagat |
| Veu                     | Pel·lícula / Sèrie | VO | Català |
| Veu                     | Els barrufets. El poble amagat: | Julia Roberts | Mercè Montalà |
| Barrutempesta           | | | |
| Nom original en francès | Tempête | Tempête | Tempête |
| Descripció              | És la defensora del poble amagat. És una barrufeta que té el cabell blau i porta un trebol de quatre fulles al capell, com a arma té un arc. A la sèrie animada de 2021 porta el vestit color verd. | És la defensora del poble amagat. És una barrufeta que té el cabell blau i porta un trebol de quatre fulles al capell, com a arma té un arc. A la sèrie animada de 2021 porta el vestit color verd. | És la defensora del poble amagat. És una barrufeta que té el cabell blau i porta un trebol de quatre fulles al capell, com a arma té un arc. A la sèrie animada de 2021 porta el vestit color verd. |
| Apareix en              | Còmics, sèrie de dibuixos (2021) i a la pel·lícula Els Barrufets. El poble amagat | Còmics, sèrie de dibuixos (2021) i a la pel·lícula Els Barrufets. El poble amagat | Còmics, sèrie de dibuixos (2021) i a la pel·lícula Els Barrufets. El poble amagat |
| Veu                     | Pel·lícula / Sèrie | VO | Català |
| Veu                     | Els barrufets. El poble amagat: | Michelle Rodriguez | Desconegut |
| Bebè Barrufet           | | | |
| Nom original en francès | Bebe Schtroumpf | Bebe Schtroumpf | Bebe Schtroumpf |
| Descripció              | Va ser portada per una cigonya en una lluna blava de la nit al poble dels barrufets. Té poders màgics en la versió animada, i igual que els bebès de la terra, que balboteja, riu i plora. Porta la roba de color rosa o roba blanca. | Va ser portada per una cigonya en una lluna blava de la nit al poble dels barrufets. Té poders màgics en la versió animada, i igual que els bebès de la terra, que balboteja, riu i plora. Porta la roba de color rosa o roba blanca. | Va ser portada per una cigonya en una lluna blava de la nit al poble dels barrufets. Té poders màgics en la versió animada, i igual que els bebès de la terra, que balboteja, riu i plora. Porta la roba de color rosa o roba blanca. |
| Apareix en              | Còmics i sèrie de dibuixos (1981 i 2021) | Còmics i sèrie de dibuixos (1981 i 2021) | Còmics i sèrie de dibuixos (1981 i 2021) |
| Veu                     | Pel·lícula / Sèrie | VO | Català |
| Veu                     | Sèrie 1981 | Paul Winchell | Anna Maria Camps |
| Boig                    | | | |
| Nom original en francès | Schtroumpf Zinzin | Schtroumpf Zinzin | Schtroumpf Zinzin |
| Descripció              | Aquest barrufet és original de la pel·lícula. Ell, com el seu propi nom l'indica, està boig. Té el capell cap endarrere i la boca molt gran. | Aquest barrufet és original de la pel·lícula. Ell, com el seu propi nom l'indica, està boig. Té el capell cap endarrere i la boca molt gran. | Aquest barrufet és original de la pel·lícula. Ell, com el seu propi nom l'indica, està boig. Té el capell cap endarrere i la boca molt gran. |
| Apareix en              | A les Pel·lícules Els Barrufets 1 i 2 | A les Pel·lícules Els Barrufets 1 i 2 | A les Pel·lícules Els Barrufets 1 i 2 |
| Veu                     | Pel·lícula / Sèrie | VO | Català |
| Veu                     | Els Barrufets | John Cassir | |
| Veu                     | Los pitufos 2 | John Cassir | |
| Bromista                | | | |
| Nom original en francès | Schtroumpf farceur | Schtroumpf farceur | Schtroumpf farceur |
| Descripció              | És un barrufet alegre al qual li agrada fer bromes als altres barrufets. Gairebé sempre utilitza el mateix truc: regals embolicats en groc i vermell, que ofereix a les seves víctimes. La sorpresa realment té un petard que quan la víctima obre el paquet explota, tirant un fum negre que omple la cara (o el cos complet, segons la magnitud de l'explosió) de l'enganyat en qüestió. Les seves bromes majorment són al Barrufet de les ulleres, al Pocatraça i al Rondinaire i rares vegades al Gran Barrufet o a la Barrufeta. El seu aniversari és el 31 d'octubre (Halloween). | És un barrufet alegre al qual li agrada fer bromes als altres barrufets. Gairebé sempre utilitza el mateix truc: regals embolicats en groc i vermell, que ofereix a les seves víctimes. La sorpresa realment té un petard que quan la víctima obre el paquet explota, tirant un fum negre que omple la cara (o el cos complet, segons la magnitud de l'explosió) de l'enganyat en qüestió. Les seves bromes majorment són al Barrufet de les ulleres, al Pocatraça i al Rondinaire i rares vegades al Gran Barrufet o a la Barrufeta. El seu aniversari és el 31 d'octubre (Halloween). | És un barrufet alegre al qual li agrada fer bromes als altres barrufets. Gairebé sempre utilitza el mateix truc: regals embolicats en groc i vermell, que ofereix a les seves víctimes. La sorpresa realment té un petard que quan la víctima obre el paquet explota, tirant un fum negre que omple la cara (o el cos complet, segons la magnitud de l'explosió) de l'enganyat en qüestió. Les seves bromes majorment són al Barrufet de les ulleres, al Pocatraça i al Rondinaire i rares vegades al Gran Barrufet o a la Barrufeta. El seu aniversari és el 31 d'octubre (Halloween). |
| Apareix en              | | | |
| Veu                     | Pel·lícula / Sèrie | VO | Català |
| Veu                     | Sèrie 1960 | Nelly Beghin | Pep Sais Lluís Marrasé |
| Veu                     | Sèrie 1981 | June Foray / Ronnie Schell | |
| Veu                     | Els Barrufets | Paul Reubens | |
| Veu                     | Els Barrufets 2 | Paul Reubens | |
| Veu                     | Els Barrufets. El poble amagat | Gabriel Iglesias | Ramón Hernández |
| Veu                     | Sèrie 2021 | Kaycie Chase | |

## C
| Carter                  | Carter | Carter | Carter |
| ----------------------- | --- | --- | --- |
| Nom original en francès | Schtroumpf Farceur | Schtroumpf Farceur | Schtroumpf Farceur |
| Descripció              | S'encarrega de la correspondència del poble dels Barrufets. Apareix en la historieta 'Die Schlümpfe und die Schlangenpost', publicada a Alemanya. | S'encarrega de la correspondència del poble dels Barrufets. Apareix en la historieta 'Die Schlümpfe und die Schlangenpost', publicada a Alemanya. | S'encarrega de la correspondència del poble dels Barrufets. Apareix en la historieta 'Die Schlümpfe und die Schlangenpost', publicada a Alemanya. |
| Apareix en              | | | |
| Colom                   | | | |
| Nom original en francès | | | |
| Descripció              | És un barrufet que no pot deixar de dir SÍ. Diu sí a tot el que li demanin, però cert dia es cansa de dir que sí i es posa molt feliç, perquè ja no s'aprofitaran tant d'ell. És valent quan es necessita. | És un barrufet que no pot deixar de dir SÍ. Diu sí a tot el que li demanin, però cert dia es cansa de dir que sí i es posa molt feliç, perquè ja no s'aprofitaran tant d'ell. És valent quan es necessita. | És un barrufet que no pot deixar de dir SÍ. Diu sí a tot el que li demanin, però cert dia es cansa de dir que sí i es posa molt feliç, perquè ja no s'aprofitaran tant d'ell. És valent quan es necessita. |
| Apareix en              | | | |
| Cuiner                  | | | |
| Nom original en francès | Schtroumpf cuisinier | Schtroumpf cuisinier | Schtroumpf cuisinier |
| Descripció              | Cuiner és, precisament, el cuiner de la vila. Coneix dotzenes de receptes i cuina molts plats. Els barrufets són bàsicament vegetarians, perquè no mengen mai carn si bé sí que consumeixen ous. Sempre porta el seu toc blanche (barret de cuiner). En les sèries animades, el Barrufet Cuiner i el Barrufet Llaminer són combinats en el mateix barrufet. En el volum 12, un barrufet és anomenat Barrufet Llaminer, que s'assembla al Barrufet Cuiner (porta un barret de cuiner, un mocador per al coll i un davantal). En el volum 23 aquest mateix barrufet és mostrat portant el vestit de barrufets normal (com en tota la resta de volums) i el Barrufet Cuiner portant una altra vegada el vestit de xef, així que això del volum 12 degué ser només un error de continuïtat. | Cuiner és, precisament, el cuiner de la vila. Coneix dotzenes de receptes i cuina molts plats. Els barrufets són bàsicament vegetarians, perquè no mengen mai carn si bé sí que consumeixen ous. Sempre porta el seu toc blanche (barret de cuiner). En les sèries animades, el Barrufet Cuiner i el Barrufet Llaminer són combinats en el mateix barrufet. En el volum 12, un barrufet és anomenat Barrufet Llaminer, que s'assembla al Barrufet Cuiner (porta un barret de cuiner, un mocador per al coll i un davantal). En el volum 23 aquest mateix barrufet és mostrat portant el vestit de barrufets normal (com en tota la resta de volums) i el Barrufet Cuiner portant una altra vegada el vestit de xef, així que això del volum 12 degué ser només un error de continuïtat. | Cuiner és, precisament, el cuiner de la vila. Coneix dotzenes de receptes i cuina molts plats. Els barrufets són bàsicament vegetarians, perquè no mengen mai carn si bé sí que consumeixen ous. Sempre porta el seu toc blanche (barret de cuiner). En les sèries animades, el Barrufet Cuiner i el Barrufet Llaminer són combinats en el mateix barrufet. En el volum 12, un barrufet és anomenat Barrufet Llaminer, que s'assembla al Barrufet Cuiner (porta un barret de cuiner, un mocador per al coll i un davantal). En el volum 23 aquest mateix barrufet és mostrat portant el vestit de barrufets normal (com en tota la resta de volums) i el Barrufet Cuiner portant una altra vegada el vestit de xef, així que això del volum 12 degué ser només un error de continuïtat. |
| Apareix en              | | | |
| Veu                     | Pel·lícula / Sèrie | VO | Català |
| Veu                     | Els barrufets. El poble amagat: | Gordon Ramsey | Miquel Bonet |
| Curiós                  | | | |
| Nom original en francès | | | |
| Descripció              | És extremadament curiós, sempre volent saber tot. És tan curiós que sempre tafaneja en els assumptes d'altres barrufets, causant problemes. | És extremadament curiós, sempre volent saber tot. És tan curiós que sempre tafaneja en els assumptes d'altres barrufets, causant problemes. | És extremadament curiós, sempre volent saber tot. És tan curiós que sempre tafaneja en els assumptes d'altres barrufets, causant problemes. |
| Apareix en              | | | |

## D
| Distret                 | Distret | Distret | Distret |
| ----------------------- | --- | --- | --- |
| Nom original en francès | | | |
| Descripció              | Apareix breument en Els Barrufets i el Llibre que Sap Tot. Quan el Barrufet Pocatraça el crida per a avisar que és el seu torn de consultar al llibre, però està molt distret per a adonar-se. Després no aconsegueix recordar quina pregunta anava a fer, i després de sortir per a permetre el torn a un altre barrufet, s'acorda que anava a preguntar: com no distreure's tant per a prendre decisions. | Apareix breument en Els Barrufets i el Llibre que Sap Tot. Quan el Barrufet Pocatraça el crida per a avisar que és el seu torn de consultar al llibre, però està molt distret per a adonar-se. Després no aconsegueix recordar quina pregunta anava a fer, i després de sortir per a permetre el torn a un altre barrufet, s'acorda que anava a preguntar: com no distreure's tant per a prendre decisions. | Apareix breument en Els Barrufets i el Llibre que Sap Tot. Quan el Barrufet Pocatraça el crida per a avisar que és el seu torn de consultar al llibre, però està molt distret per a adonar-se. Després no aconsegueix recordar quina pregunta anava a fer, i després de sortir per a permetre el torn a un altre barrufet, s'acorda que anava a preguntar: com no distreure's tant per a prendre decisions. |
| Apareix en              | | | |
| Doctor                  | | | |
| Nom original en francès | | | |
| Descripció              | Doctor té un coneixement molt superficial de medicina i salut, i utilitza fonts escampades de llibres mèdics per a donar prescripcions als seus pacients. No obstant això, s'enorgulleix del seu treball acte-educat que en el pitjor dels casos és nociu. És molt bo en el que fa. | Doctor té un coneixement molt superficial de medicina i salut, i utilitza fonts escampades de llibres mèdics per a donar prescripcions als seus pacients. No obstant això, s'enorgulleix del seu treball acte-educat que en el pitjor dels casos és nociu. És molt bo en el que fa. | Doctor té un coneixement molt superficial de medicina i salut, i utilitza fonts escampades de llibres mèdics per a donar prescripcions als seus pacients. No obstant això, s'enorgulleix del seu treball acte-educat que en el pitjor dels casos és nociu. És molt bo en el que fa. |
| Apareix en              | | | |
| Dormilega \ Gandul      | | | |
| Nom original en francès | Schtroumpf paresseux | Schtroumpf paresseux | Schtroumpf paresseux |
| Descripció              | Dormilega és el més mandrós de tots els barrufets. Es passa gairebé tot el seu temps dormint, o en el seu llit, una hamaca, en la gespa o en qualsevol part (sobretot quan està treballant en alguna cosa), quan vulgui, dia o nit. | Dormilega és el més mandrós de tots els barrufets. Es passa gairebé tot el seu temps dormint, o en el seu llit, una hamaca, en la gespa o en qualsevol part (sobretot quan està treballant en alguna cosa), quan vulgui, dia o nit. | Dormilega és el més mandrós de tots els barrufets. Es passa gairebé tot el seu temps dormint, o en el seu llit, una hamaca, en la gespa o en qualsevol part (sobretot quan està treballant en alguna cosa), quan vulgui, dia o nit. |
| Apareix en              | | | |
| Veu                     | Pel·lícula / Sèrie | VO | Català |
| Veu                     | Sèrie 1981 | Michael Bell | Lluís Marrasé Enric Hernandez |
| Drapaire                | | | |
| Nom original en francès | | | |
| Descripció              | És un barrufet que duu la roba esparracada. | És un barrufet que duu la roba esparracada. | És un barrufet que duu la roba esparracada. |
| Apareix en              | | | |
| Veu                     | Pel·lícula / Sèrie | VO | Català |
| Veu                     | Sèrie 1981 | | |

## E
| Editor                  | Editor |
| ----------------------- | --- |
| Nom original en francès | |
| Descripció              | És l'encarregat de recopilar les notícies importants del que ocorre en el llogaret i d'elaborar el periòdic que distribueix entre els seus germans barrufets anunciant-lo amb el clàssic crit de Extra, extra. Es caracteritza per usar una visera en el seu capell.          |
| Apareix en              | |
| Enamorat                | |
| Nom original en francès | |
| Descripció              | Està enamorat de Barrufeta des de la seva arribada. Somia amb ella, talla el seu nom en els arbres i tira els pètals de les margarides mentre recita Ella m'estima, ella no m'estima... .                                                                                     |
| Apareix en              | |
| Escura-xemeneies        | |
| Nom original en francès | |
| Descripció              | És un netejador de xemeneies amb accent anglès dels suburbis. Porta una escombra d'escombrar xemeneies, indumentària negra i bufanda vermella al voltant del coll. Tendeix a tenir un núvol de brutícia al voltant d'ell, que causa que tot i tots al seu voltant s'embrutin. |
| Apareix en              | |

## F
| Fanfarró                | Fanfarró | Fanfarró | Fanfarró |
| ----------------------- | --- | --- | --- |
| Nom original en francès | | | |
| Descripció              | És un barrufet al qual li agrada presumir del que no és, i sol fer-se el valent. Usa un cinturó negre amb sivella groga. | És un barrufet al qual li agrada presumir del que no és, i sol fer-se el valent. Usa un cinturó negre amb sivella groga. | És un barrufet al qual li agrada presumir del que no és, i sol fer-se el valent. Usa un cinturó negre amb sivella groga. |
| Apareix en              | | | |
| Forçut                  | | | |
| Nom original en francès | Schtroumpf costaud | Schtroumpf costaud | Schtroumpf costaud |
| Descripció              | Forçut és el més fort tots els barrufets. Té un cor tatuat en un dels seus braços i és un actiu esportista l'activitat favorita del qual és l'aixecament de pesos. Està enamorat de la Barrufeta com tots els barrufets. Odia al Barrufet de les ulleres perquè sempre vol anar a les expedicions. El seu millor amic és Inventor encara que a vegades barallen per l'amor de la Barrufeta. Els seus altres amics són en Pocatraça, Bromista i Presumit (encara que amb ell en algunes ocasions també barallen). I és molt rude. Pateix de acrofobia (por a les altures). Forçut és considerat en algunes versions com el barrufet al qual la Barrufeta mestressa. | Forçut és el més fort tots els barrufets. Té un cor tatuat en un dels seus braços i és un actiu esportista l'activitat favorita del qual és l'aixecament de pesos. Està enamorat de la Barrufeta com tots els barrufets. Odia al Barrufet de les ulleres perquè sempre vol anar a les expedicions. El seu millor amic és Inventor encara que a vegades barallen per l'amor de la Barrufeta. Els seus altres amics són en Pocatraça, Bromista i Presumit (encara que amb ell en algunes ocasions també barallen). I és molt rude. Pateix de acrofobia (por a les altures). Forçut és considerat en algunes versions com el barrufet al qual la Barrufeta mestressa. | Forçut és el més fort tots els barrufets. Té un cor tatuat en un dels seus braços i és un actiu esportista l'activitat favorita del qual és l'aixecament de pesos. Està enamorat de la Barrufeta com tots els barrufets. Odia al Barrufet de les ulleres perquè sempre vol anar a les expedicions. El seu millor amic és Inventor encara que a vegades barallen per l'amor de la Barrufeta. Els seus altres amics són en Pocatraça, Bromista i Presumit (encara que amb ell en algunes ocasions també barallen). I és molt rude. Pateix de acrofobia (por a les altures). Forçut és considerat en algunes versions com el barrufet al qual la Barrufeta mestressa. |
| Apareix en              | Còmics, sèries i pel·lícules | Còmics, sèries i pel·lícules | Còmics, sèries i pel·lícules |
| Veu                     | Pel·lícula / Sèrie | VO | Català |
| Veu                     | Sèrie 1981 | Frank Welker | Claudi Garcia Lluís Gavaldà Àlex Messeguer |
| Veu                     | Els Barrufets | Gary Basaraba | |
| Veu                     | Els Barrufets 2 | Gary Basaraba | |
| Veu                     | Els Barrufets. El poble amagat | Joe Manganiello | Eduard Doncos |
| Fuster                  | | | |
| Nom original en francès | | | |
| Descripció              | És qui proveeix les taules per a les construccions del poble Barrufet. Apareix breument en El Barrufet Financer. | És qui proveeix les taules per a les construccions del poble Barrufet. Apareix breument en El Barrufet Financer. | És qui proveeix les taules per a les construccions del poble Barrufet. Apareix breument en El Barrufet Financer. |
| Apareix en              | | | |

## G
| Gran Barrufet           | Gran Barrufet | Gran Barrufet | Gran Barrufet |
| ----------------------- | --- | --- | --- |
| Nom original en francès | Grand Schtroumpf | Grand Schtroumpf | Grand Schtroumpf |
| Descripció              | El Gran Barrufet és el líder dels barrufets, i es distingeix de la resta per la seva vestimenta vermella i la seva barba blanca. És un personatge al qual tots consulten quan les coses van malament, i és molt hàbil fent encanteris màgics i pocions. És el pare de tots els barrufets del llogaret (a excepció d'Avi Barrufet) i els sol anomenar barrufets. Té 200 anys. És el major i el més savi després d'Avi Barrufet. | El Gran Barrufet és el líder dels barrufets, i es distingeix de la resta per la seva vestimenta vermella i la seva barba blanca. És un personatge al qual tots consulten quan les coses van malament, i és molt hàbil fent encanteris màgics i pocions. És el pare de tots els barrufets del llogaret (a excepció d'Avi Barrufet) i els sol anomenar barrufets. Té 200 anys. És el major i el més savi després d'Avi Barrufet. | El Gran Barrufet és el líder dels barrufets, i es distingeix de la resta per la seva vestimenta vermella i la seva barba blanca. És un personatge al qual tots consulten quan les coses van malament, i és molt hàbil fent encanteris màgics i pocions. És el pare de tots els barrufets del llogaret (a excepció d'Avi Barrufet) i els sol anomenar barrufets. Té 200 anys. És el major i el més savi després d'Avi Barrufet. |
| Apareix en              | Còmics, sèrie de dibuixos (1981 i 2021) i en les pel·lícules | Còmics, sèrie de dibuixos (1981 i 2021) i en les pel·lícules | Còmics, sèrie de dibuixos (1981 i 2021) i en les pel·lícules |
| Veu                     | Pel·lícula / Sèrie | VO | Català |
| Veu                     | Sèrie 1981 | Don Messick | Manuel Lazaro Josep Maria Angelat Ferran Llavina Marta Covas (quan és un nen) Jaume Lleal |
| Veu                     | Els Barrufets | Jonathan Winters | Fèlix Benito |
| Veu                     | Els barrufets. El poble amagat: | Mandy Patinkin | Fèlix Benito |

## H
| Hackus                  | Hackus | Hackus | Hackus |
| ----------------------- | --- | --- | --- |
| Nom original en francès | | | |
| Descripció              | Hackus va ser una creació original de Gargamel, que no és molt brillant. Igual que la seva germana Vexy, Hackus es va convertir en un Barrufet real per l'encanteri que es va utilitzar originalment en la Barrufeta. Hackus té un cabell de color cafè i està vestit similarment com els barrufets però de color gris. Apareix en Els Barrufets 2 i Els Barrufets: La llegenda de Smurfy Hollow. | Hackus va ser una creació original de Gargamel, que no és molt brillant. Igual que la seva germana Vexy, Hackus es va convertir en un Barrufet real per l'encanteri que es va utilitzar originalment en la Barrufeta. Hackus té un cabell de color cafè i està vestit similarment com els barrufets però de color gris. Apareix en Els Barrufets 2 i Els Barrufets: La llegenda de Smurfy Hollow. | Hackus va ser una creació original de Gargamel, que no és molt brillant. Igual que la seva germana Vexy, Hackus es va convertir en un Barrufet real per l'encanteri que es va utilitzar originalment en la Barrufeta. Hackus té un cabell de color cafè i està vestit similarment com els barrufets però de color gris. Apareix en Els Barrufets 2 i Els Barrufets: La llegenda de Smurfy Hollow. |
| Apareix en              | | | |
| Veu                     | Pel·lícula / Sèrie | VO | Català |
| Veu                     | Els barrufets. El poble amagat: | | |

## I
| Indecís                 | Indecís | Indecís | Indecís |
| ----------------------- | --- | --- | --- |
| Nom original en francès | Schtroumpf indécis | Schtroumpf indécis | Schtroumpf indécis |
| Descripció              | És un barrufet que no sap prendre decisions com els altres barrufets i sol·licita ajuda al Gran Barrufet apareix en els capítols Papa per un dia i Els Barrufets Previnguts. | És un barrufet que no sap prendre decisions com els altres barrufets i sol·licita ajuda al Gran Barrufet apareix en els capítols Papa per un dia i Els Barrufets Previnguts. | És un barrufet que no sap prendre decisions com els altres barrufets i sol·licita ajuda al Gran Barrufet apareix en els capítols Papa per un dia i Els Barrufets Previnguts. |
| Apareix en              | | | |
| Inventor                | | | |
| Nom original en francès | Schtroumpf bricoleur | Schtroumpf bricoleur | Schtroumpf bricoleur |
| Descripció              | Porta pantalons de treball i un llapis sobre la seva orella, és el reparador dels barrufets que ajuda a arreglar les coses al poble i és conegut per les seves invencions tecnològiques sorprenents. La figura de Jakks Pacific basada en aquest personatge rep el nom de Barrufet Fuster, però aquest és un altre personatge en les historietes. Com tots els barrufets, s'ha enamorat de la Barrufeta i en aquest sentit, sol ser el rival de Forçut; no obstant això, Geni acaba enamorant-se d'una sirena anomenada Marina, encara que aquest amor ha resultat impossible per ser tots dos de mons diferents. Gairebé sempre gana en els concursos que hagin de veure amb usar les mans, menys en els de cuina, ja que és pèssim cuinant. El seu millor amic és Forçut. Schtroumpf bricoleur | Porta pantalons de treball i un llapis sobre la seva orella, és el reparador dels barrufets que ajuda a arreglar les coses al poble i és conegut per les seves invencions tecnològiques sorprenents. La figura de Jakks Pacific basada en aquest personatge rep el nom de Barrufet Fuster, però aquest és un altre personatge en les historietes. Com tots els barrufets, s'ha enamorat de la Barrufeta i en aquest sentit, sol ser el rival de Forçut; no obstant això, Geni acaba enamorant-se d'una sirena anomenada Marina, encara que aquest amor ha resultat impossible per ser tots dos de mons diferents. Gairebé sempre gana en els concursos que hagin de veure amb usar les mans, menys en els de cuina, ja que és pèssim cuinant. El seu millor amic és Forçut. Schtroumpf bricoleur | Porta pantalons de treball i un llapis sobre la seva orella, és el reparador dels barrufets que ajuda a arreglar les coses al poble i és conegut per les seves invencions tecnològiques sorprenents. La figura de Jakks Pacific basada en aquest personatge rep el nom de Barrufet Fuster, però aquest és un altre personatge en les historietes. Com tots els barrufets, s'ha enamorat de la Barrufeta i en aquest sentit, sol ser el rival de Forçut; no obstant això, Geni acaba enamorant-se d'una sirena anomenada Marina, encara que aquest amor ha resultat impossible per ser tots dos de mons diferents. Gairebé sempre gana en els concursos que hagin de veure amb usar les mans, menys en els de cuina, ja que és pèssim cuinant. El seu millor amic és Forçut. Schtroumpf bricoleur |
| Apareix en              | | | |
| Veu                     | Pel·lícula / Sèrie | VO | Català |
| Veu                     | Sèrie 1981 | Michael Bell | Francesc Figuerola |

## K
| Karateka                | Karateka | Karateka | Karateka |
| ----------------------- | --- | --- | --- |
| Nom original en francès | | | |
| Descripció              | Un barrufet que sap el karate i l'ensenya als altres barrufets. A més, porta un gi blanc, un cinturó negre i una diadema vermella que s'ajusta al voltant del seu capell barrufet. | Un barrufet que sap el karate i l'ensenya als altres barrufets. A més, porta un gi blanc, un cinturó negre i una diadema vermella que s'ajusta al voltant del seu capell barrufet. | Un barrufet que sap el karate i l'ensenya als altres barrufets. A més, porta un gi blanc, un cinturó negre i una diadema vermella que s'ajusta al voltant del seu capell barrufet. |
| Apareix en              | | | |
| Veu                     | Pel·lícula / Sèrie | VO | Català |
| Veu                     | Els barrufets. El poble amagat: | | |

## L
| Llaminer                | Llaminer | Llaminer | Llaminer |
| ----------------------- | --- | --- | --- |
| Nom original en francès | Schtroumpf gourmand | Schtroumpf gourmand | Schtroumpf gourmand |
| Descripció              | La llegenda diu que Llaminer té un interès excepcional cap als pastissos i una altra pastisseria. Normalment no col·labora molt i fins i tot a vegades ha estat caçat per Barrufet Forner per robar dolços i llaminadures. És un barrufet que li agrada menjar tot el comestible, només pot deixar de menjar durant un màxim de trenta-dos segons i gairebé mai arriba a aquest rècord. | La llegenda diu que Llaminer té un interès excepcional cap als pastissos i una altra pastisseria. Normalment no col·labora molt i fins i tot a vegades ha estat caçat per Barrufet Forner per robar dolços i llaminadures. És un barrufet que li agrada menjar tot el comestible, només pot deixar de menjar durant un màxim de trenta-dos segons i gairebé mai arriba a aquest rècord. | La llegenda diu que Llaminer té un interès excepcional cap als pastissos i una altra pastisseria. Normalment no col·labora molt i fins i tot a vegades ha estat caçat per Barrufet Forner per robar dolços i llaminadures. És un barrufet que li agrada menjar tot el comestible, només pot deixar de menjar durant un màxim de trenta-dos segons i gairebé mai arriba a aquest rècord. |
| Apareix en              | | | |
| Veu                     | Pel·lícula / Sèrie | VO | Català |
| Veu                     | Sèrie 1981 | Hamilton Camp | Miquel Cors Francesc Rocamora |

## M
| Malaltís                | Malaltís | Malaltís | Malaltís |
| ----------------------- | --- | --- | --- |
| Nom original en francès | | | |
| Descripció              | Malaltís sempre està tremolant i creient que per qualsevol motiu pot emmalaltir-se d'alguna cosa. Posseeix unes orelleres vermelles i una bufanda al voltant del seu coll. En una ocasió, un venedor xerraire li va donar una poció que el cura tot i, en prendre-la, es va curar. Després el Gran Barrufet demostraria que era només una farsa i ell va tornar a emmalaltir-se | Malaltís sempre està tremolant i creient que per qualsevol motiu pot emmalaltir-se d'alguna cosa. Posseeix unes orelleres vermelles i una bufanda al voltant del seu coll. En una ocasió, un venedor xerraire li va donar una poció que el cura tot i, en prendre-la, es va curar. Després el Gran Barrufet demostraria que era només una farsa i ell va tornar a emmalaltir-se | Malaltís sempre està tremolant i creient que per qualsevol motiu pot emmalaltir-se d'alguna cosa. Posseeix unes orelleres vermelles i una bufanda al voltant del seu coll. En una ocasió, un venedor xerraire li va donar una poció que el cura tot i, en prendre-la, es va curar. Després el Gran Barrufet demostraria que era només una farsa i ell va tornar a emmalaltir-se |
| Apareix en              | | | |
| Menja-taules            | | | |
| Nom original en francès | | | |
| Descripció              | Aquest barrufet apareix a la pel·lícula Els Barrufets, El poble amagat. Com el seu nom l'indica, a aquest Barrufet li agrada mossegar la vora de les taules. Fins i tot el Gran Barrufet sembla confós pel seu comportament. Al final de la pel·lícula, dos Barrufets femenins del poble amagat s'uneixen a ell en el seu estrany hàbit.                                        | Aquest barrufet apareix a la pel·lícula Els Barrufets, El poble amagat. Com el seu nom l'indica, a aquest Barrufet li agrada mossegar la vora de les taules. Fins i tot el Gran Barrufet sembla confós pel seu comportament. Al final de la pel·lícula, dos Barrufets femenins del poble amagat s'uneixen a ell en el seu estrany hàbit.                                        | Aquest barrufet apareix a la pel·lícula Els Barrufets, El poble amagat. Com el seu nom l'indica, a aquest Barrufet li agrada mossegar la vora de les taules. Fins i tot el Gran Barrufet sembla confós pel seu comportament. Al final de la pel·lícula, dos Barrufets femenins del poble amagat s'uneixen a ell en el seu estrany hàbit.                                        |
| Apareix en              | Pel·lícula: Els Barrufets. El poble amagat | Pel·lícula: Els Barrufets. El poble amagat | Pel·lícula: Els Barrufets. El poble amagat |
| Veu                     | Pel·lícula / Sèrie | VO | Català |
| Veu                     | Els barrufets. El poble amagat: | | Aleix Estadella |
| Mim                     | | | |
| Nom original en francès | | | |
| Descripció              | És un barrufet que usa maquillatge per a ser una manyaga, un capell negre i pantalons i una camisa a ratlles. Com el seu nom indica, actua com una manyaga. | És un barrufet que usa maquillatge per a ser una manyaga, un capell negre i pantalons i una camisa a ratlles. Com el seu nom indica, actua com una manyaga. | És un barrufet que usa maquillatge per a ser una manyaga, un capell negre i pantalons i una camisa a ratlles. Com el seu nom indica, actua com una manyaga. |
| Apareix en              | | | |
| Miner                   | | | |
| Nom original en francès | | | |
| Descripció              | Miner és el miner local del poble. En els còmics usa un enterizo color blau mentre que en els dibuixos animats sembla un barrufet normal excepte que porta els guants verd-grocs i té una espelma de cera petita en el cim del seu barret per a la il·luminació. | Miner és el miner local del poble. En els còmics usa un enterizo color blau mentre que en els dibuixos animats sembla un barrufet normal excepte que porta els guants verd-grocs i té una espelma de cera petita en el cim del seu barret per a la il·luminació. | Miner és el miner local del poble. En els còmics usa un enterizo color blau mentre que en els dibuixos animats sembla un barrufet normal excepte que porta els guants verd-grocs i té una espelma de cera petita en el cim del seu barret per a la il·luminació. |
| Apareix en              | | | |
| Músic                   | | | |
| Nom original en francès | Schtroumpf musicien | Schtroumpf musicien | Schtroumpf musicien |
| Descripció              | És un músic que li agrada tocar la trompeta tot i que no té cap habilitat musical. La seva veu fa una melodia quan parla. | És un músic que li agrada tocar la trompeta tot i que no té cap habilitat musical. La seva veu fa una melodia quan parla. | És un músic que li agrada tocar la trompeta tot i que no té cap habilitat musical. La seva veu fa una melodia quan parla. |
| Apareix en              | | | |
| Veu                     | Pel·lícula / Sèrie | VO | Català |
| Veu                     | Sèrie 1981 | Hamilton Camp | Ramón Llenas |

## N
| Ningú                   | Ningú |
| ----------------------- | --- |
| Nom original en francès | |
| Descripció              | Un barrufet que passava gairebé sempre inadvertit perquè no tenia una habilitat definida amb la qual fos conegut per algun nom. Quan el Pocatraça allibera accidentalment al follet Espectre, es transforma en l'únic capaç de retornar-lo a la seva presó d'aigua en poder contrarestar la seva màgia per allò de passar sempre inadvertit. D'aquesta manera a la fi queda clara la seva habilitat: la d'amagar-se. |
| Apareix en              | |
| Narrador                | |
| Nom original en francès | |
| Descripció              | Aquest barrufet és original de la pel·lícula, és el que narra la història, però a tots els molesta i no el deixen acabar. |
| Apareix en              | |

## P
| Pagès                   | Pagès | Pagès | Pagès |
| ----------------------- | --- | --- | --- |
| Nom original en francès | Schtroumpf paysan | Schtroumpf paysan | Schtroumpf paysan |
| Descripció              | Granger és el granger del poble. Planta les collites per als barrufets i ajuda a organitzar-les. Granger usa pantalons de treball verds foscos, esclops de fusta, i un barret de palla. En els dibuixos animats, ell es vesteix amb un vestit d'Barrufets i parla amb accent rus o yucateco. És molt pràctic i centrat; però pot arribar a menysprear les il·lusions o idees d'uns altres quan no concorden amb el seu propi coneixement o experiència. | Granger és el granger del poble. Planta les collites per als barrufets i ajuda a organitzar-les. Granger usa pantalons de treball verds foscos, esclops de fusta, i un barret de palla. En els dibuixos animats, ell es vesteix amb un vestit d'Barrufets i parla amb accent rus o yucateco. És molt pràctic i centrat; però pot arribar a menysprear les il·lusions o idees d'uns altres quan no concorden amb el seu propi coneixement o experiència. | Granger és el granger del poble. Planta les collites per als barrufets i ajuda a organitzar-les. Granger usa pantalons de treball verds foscos, esclops de fusta, i un barret de palla. En els dibuixos animats, ell es vesteix amb un vestit d'Barrufets i parla amb accent rus o yucateco. És molt pràctic i centrat; però pot arribar a menysprear les il·lusions o idees d'uns altres quan no concorden amb el seu propi coneixement o experiència. |
| Apareix en              | | | |
| Veu                     | Pel·lícula / Sèrie | VO | Català |
| Veu                     | Sèrie 1981 | Alan Young | Emili Freixas Ramon Llenas |
| Veu                     | Els barrufets. El poble amagat: | Jeff Dunham | Antoni Forteza |
| Pastisser               | | | |
| Nom original en francès | | | |
| Descripció              | És el Forner local del poble. Es vesteix amb un capell caigut a un costat, pantalons normals i camisa blanca llarga. Ell dirigeix una botiga de fleca i manté el pa fresc dels barrufets. Encara que també fa pastissos i dolços. | És el Forner local del poble. Es vesteix amb un capell caigut a un costat, pantalons normals i camisa blanca llarga. Ell dirigeix una botiga de fleca i manté el pa fresc dels barrufets. Encara que també fa pastissos i dolços. | És el Forner local del poble. Es vesteix amb un capell caigut a un costat, pantalons normals i camisa blanca llarga. Ell dirigeix una botiga de fleca i manté el pa fresc dels barrufets. Encara que també fa pastissos i dolços. |
| Apareix en              | | | |
| Pescador                | | | |
| Nom original en francès | | | |
| Descripció              | Pescador és el pescador del poble. Es molesta i frustra molt quan no aconsegueix pescar res. | Pescador és el pescador del poble. Es molesta i frustra molt quan no aconsegueix pescar res. | Pescador és el pescador del poble. Es molesta i frustra molt quan no aconsegueix pescar res. |
| Apareix en              | | | |
| Perruquer               | | | |
| Nom original en francès | | | |
| Descripció              | Perruquer apareix en l'episodi de TV Símbols de Saviesa i en la historieta curta 'Le Schtroumpf Barbu'. És el perruquer del llogaret, i té una quantitat bastant limitada de clients perquè el Gran Barrufet, la Barrufeta, Sassette, l'Avi Barrufet i l'Àvia Barrufeta són els únics barrufets que realment tenen cabell per a tallar. També apareix en el capítol La daurada cabellera de la Barrufeta | Perruquer apareix en l'episodi de TV Símbols de Saviesa i en la historieta curta 'Le Schtroumpf Barbu'. És el perruquer del llogaret, i té una quantitat bastant limitada de clients perquè el Gran Barrufet, la Barrufeta, Sassette, l'Avi Barrufet i l'Àvia Barrufeta són els únics barrufets que realment tenen cabell per a tallar. També apareix en el capítol La daurada cabellera de la Barrufeta | Perruquer apareix en l'episodi de TV Símbols de Saviesa i en la historieta curta 'Le Schtroumpf Barbu'. És el perruquer del llogaret, i té una quantitat bastant limitada de clients perquè el Gran Barrufet, la Barrufeta, Sassette, l'Avi Barrufet i l'Àvia Barrufeta són els únics barrufets que realment tenen cabell per a tallar. També apareix en el capítol La daurada cabellera de la Barrufeta |
| Apareix en              | | | |
| Pintor                  | | | |
| Nom original en francès | | | |
| Descripció              | Pintor és un artista intel·ligent i desenvolupa la majoria de les arts visuals. Porta sovint una jaqueta vermella amb un llaç negre, i sol veure-se-li pintant o esculpint. En el dibuix animat, parla amb accent francès i es refereix a les seves pintures com masterpizzas o obres mestres. El seu millor amic és Poeta. | Pintor és un artista intel·ligent i desenvolupa la majoria de les arts visuals. Porta sovint una jaqueta vermella amb un llaç negre, i sol veure-se-li pintant o esculpint. En el dibuix animat, parla amb accent francès i es refereix a les seves pintures com masterpizzas o obres mestres. El seu millor amic és Poeta. | Pintor és un artista intel·ligent i desenvolupa la majoria de les arts visuals. Porta sovint una jaqueta vermella amb un llaç negre, i sol veure-se-li pintant o esculpint. En el dibuix animat, parla amb accent francès i es refereix a les seves pintures com masterpizzas o obres mestres. El seu millor amic és Poeta. |
| Apareix en              | | | |
| Veu                     | Pel·lícula / Sèrie | VO | Català |
| Veu                     | Sèrie 1981 | William Callaway | Ramón Llenas Norbert Ibero |
| Ploramiques             | | | |
| Nom original en francès | | | |
| Descripció              | Plora pels motius més insignificants. Porta un mocador. | Plora pels motius més insignificants. Porta un mocador. | Plora pels motius més insignificants. Porta un mocador. |
| Apareix en              | | | |
| Pocatraça               | | | |
| Nom original en francès | Schtroumpf Maladroit | Schtroumpf Maladroit | Schtroumpf Maladroit |
| Descripció              | És una mica babau i maldestre (com el seu propi nom indica) però amable. Es caracteritza per la seva roba folgada que sembla portar bastant fluixa, sumant-li a això la seva aparença patosa. També és conegut per la seva afició a col·leccionar pedres. Altres barrufets li demanen sovint que aconsegueixi algun objecte i llavors ell porta un diferent, després d'haver entès malament. Aquest és un acudit freqüent en les historietes. És l'amic incondicional de Filòsof, encara que els simpatitza a tots els barrufets. La majoria d'ells suporten amb paciència els seus accidents o ximpleries (menys per al Barrufet de les ulleres, que ho reprèn però els altres barrufets ho interrompen). Li agrada fer-se càrrec de Bebè Barrufet encara que no ho cuidi bé. És un personatge principal i també és el sub-líder dels barrufets. Ell és el que demostra obertament el seu amor cap a la Barrufeta. | És una mica babau i maldestre (com el seu propi nom indica) però amable. Es caracteritza per la seva roba folgada que sembla portar bastant fluixa, sumant-li a això la seva aparença patosa. També és conegut per la seva afició a col·leccionar pedres. Altres barrufets li demanen sovint que aconsegueixi algun objecte i llavors ell porta un diferent, després d'haver entès malament. Aquest és un acudit freqüent en les historietes. És l'amic incondicional de Filòsof, encara que els simpatitza a tots els barrufets. La majoria d'ells suporten amb paciència els seus accidents o ximpleries (menys per al Barrufet de les ulleres, que ho reprèn però els altres barrufets ho interrompen). Li agrada fer-se càrrec de Bebè Barrufet encara que no ho cuidi bé. És un personatge principal i també és el sub-líder dels barrufets. Ell és el que demostra obertament el seu amor cap a la Barrufeta. | És una mica babau i maldestre (com el seu propi nom indica) però amable. Es caracteritza per la seva roba folgada que sembla portar bastant fluixa, sumant-li a això la seva aparença patosa. També és conegut per la seva afició a col·leccionar pedres. Altres barrufets li demanen sovint que aconsegueixi algun objecte i llavors ell porta un diferent, després d'haver entès malament. Aquest és un acudit freqüent en les historietes. És l'amic incondicional de Filòsof, encara que els simpatitza a tots els barrufets. La majoria d'ells suporten amb paciència els seus accidents o ximpleries (menys per al Barrufet de les ulleres, que ho reprèn però els altres barrufets ho interrompen). Li agrada fer-se càrrec de Bebè Barrufet encara que no ho cuidi bé. És un personatge principal i també és el sub-líder dels barrufets. Ell és el que demostra obertament el seu amor cap a la Barrufeta. |
| Apareix en              | Còmics, sèries i pel·lícules | Còmics, sèries i pel·lícules | Còmics, sèries i pel·lícules |
| Veu                     | Pel·lícula / Sèrie | VO | Català |
| Veu                     | Sèrie 1981 | William Callaway | Francesc Figuerola Joana Sanz Jordi Pons |
| Veu                     | Els Barrufets | Anton Yelchin | Masumi Mutsuda |
| Veu                     | Els Barrufets 2 | Anton Yelchin | Masumi Mutsuda |
| Veu                     | Els barrufets. El poble amagat: | Jack McBrayer | Masumi Mutsuda |
| Poeta                   | | | |
| Nom original en francès | Schtroumpf poète | Schtroumpf poète | Schtroumpf poète |
| Descripció              | Poeta és el poeta del poble. És molt sensible i artístic. Ell passa la majoria del seu temps vagant en la naturalesa per a improvisar poemes i a vegades té problemes per a trobar versos que rimin. El seu millor amic és Pintor. | Poeta és el poeta del poble. És molt sensible i artístic. Ell passa la majoria del seu temps vagant en la naturalesa per a improvisar poemes i a vegades té problemes per a trobar versos que rimin. El seu millor amic és Pintor. | Poeta és el poeta del poble. És molt sensible i artístic. Ell passa la majoria del seu temps vagant en la naturalesa per a improvisar poemes i a vegades té problemes per a trobar versos que rimin. El seu millor amic és Pintor. |
| Apareix en              | | | |
| Veu                     | Pel·lícula / Sèrie | VO | Català |
| Veu                     | Sèrie 1981 | Frank Welker | Fèlix Benito Oriol de Valle |
| Poruc / Covard          | | | |
| Nom original en francès | | | |
| Descripció              | Poruc, com el seu nom indica, fàcilment s'espanta per alguna cosa, ja sigui un petit insecte o el soroll d'una tempesta. Per això a vegades els altes Barrufets li gasten bromes. Usa unes coderas blanques i genolleres blaves. El Gran Barrufet es molesta amb ell per la seva covardia. | Poruc, com el seu nom indica, fàcilment s'espanta per alguna cosa, ja sigui un petit insecte o el soroll d'una tempesta. Per això a vegades els altes Barrufets li gasten bromes. Usa unes coderas blanques i genolleres blaves. El Gran Barrufet es molesta amb ell per la seva covardia. | Poruc, com el seu nom indica, fàcilment s'espanta per alguna cosa, ja sigui un petit insecte o el soroll d'una tempesta. Per això a vegades els altes Barrufets li gasten bromes. Usa unes coderas blanques i genolleres blaves. El Gran Barrufet es molesta amb ell per la seva covardia. |
| Apareix en              | | | |
| Veu                     | Pel·lícula / Sèrie | VO | Català |
| Veu                     | Sèrie 1981 | Alan Young | Oriol de Valle |
| Pregoner                | | | |
| Nom original en francès | | | |
| Descripció              | Pregoner té un tambor que toca per a cridar l'atenció dels barrufets i llegir-los avisos importants. En El Pitufísimo era Barrufet Harmonia qui tocava el tambor (que el Pitufísimo li va donar perquè usés en comptes de la trompeta), però en històries posteriors apareix un altre pregoner (els dos apareixen junts en El Barrufet Financer). | Pregoner té un tambor que toca per a cridar l'atenció dels barrufets i llegir-los avisos importants. En El Pitufísimo era Barrufet Harmonia qui tocava el tambor (que el Pitufísimo li va donar perquè usés en comptes de la trompeta), però en històries posteriors apareix un altre pregoner (els dos apareixen junts en El Barrufet Financer). | Pregoner té un tambor que toca per a cridar l'atenció dels barrufets i llegir-los avisos importants. En El Pitufísimo era Barrufet Harmonia qui tocava el tambor (que el Pitufísimo li va donar perquè usés en comptes de la trompeta), però en històries posteriors apareix un altre pregoner (els dos apareixen junts en El Barrufet Financer). |
| Apareix en              | | | |
| Presumit                | | | |
| Nom original en francès | Schtroumpf coquet | Schtroumpf coquet | Schtroumpf coquet |
| Descripció              | Presumit és un barrufet elegant, porta una flor rosa en el seu capell i un mirall a la mà on es mira constantment. Es creu el més bell dels barrufets. Malgrat la seva superficialitat, té un profund coneixement de dermatologia i medicina cosmètica. És el millor amic de la Barrufeta i potser està també enamorat d'ella (encara que no tant com de si mateix). Li agrada el teatre (sobretot si ell actua) i és un col·leccionista compulsiu de miralls. És especialment hàbil per a repel·lir encanteris usant el mirall de mà que sempre porta. | Presumit és un barrufet elegant, porta una flor rosa en el seu capell i un mirall a la mà on es mira constantment. Es creu el més bell dels barrufets. Malgrat la seva superficialitat, té un profund coneixement de dermatologia i medicina cosmètica. És el millor amic de la Barrufeta i potser està també enamorat d'ella (encara que no tant com de si mateix). Li agrada el teatre (sobretot si ell actua) i és un col·leccionista compulsiu de miralls. És especialment hàbil per a repel·lir encanteris usant el mirall de mà que sempre porta. | Presumit és un barrufet elegant, porta una flor rosa en el seu capell i un mirall a la mà on es mira constantment. Es creu el més bell dels barrufets. Malgrat la seva superficialitat, té un profund coneixement de dermatologia i medicina cosmètica. És el millor amic de la Barrufeta i potser està també enamorat d'ella (encara que no tant com de si mateix). Li agrada el teatre (sobretot si ell actua) i és un col·leccionista compulsiu de miralls. És especialment hàbil per a repel·lir encanteris usant el mirall de mà que sempre porta. |
| Apareix en              | | | |
| Veu                     | Pel·lícula / Sèrie | VO | Català |
| Veu                     | Sèrie 1981 | Alan Oppenheimer | German José Enric Hernandez |

## R
| Rastrejador             | Rastrejador | Rastrejador | Rastrejador |
| ----------------------- | --- | --- | --- |
| Nom original en francès | | | |
| Descripció              | Rastrejador (personatge original del dibuix animat) usa una ploma vermella petita en la seva gorra i a vegades porta un pal per a caminar, és un excel·lent amant de la naturalesa, rastrejador i pronosticador del clima. Ell coneix llocs que els altres barrufets no i els guia quan estan perduts en algun lloc. Quan ell s'adona d'una cosa nova que ell descobreix i ho anuncia als barrufets, ells en general ho ignoren. Papà Barrufet i els altres ho admiren molt perquè la seva labor mai ningú la va aconseguir fer íntegrament. En altres paraules, és un barrufet únic, al qual ningú, ni tan sols Papà Barrufet, ha aconseguit igualar en les seves habilitats de rastreig. Ja sigui rastrejant el llogaret, un barrufet, o el seu aliment (Pitufresas, ous i tòfones). | Rastrejador (personatge original del dibuix animat) usa una ploma vermella petita en la seva gorra i a vegades porta un pal per a caminar, és un excel·lent amant de la naturalesa, rastrejador i pronosticador del clima. Ell coneix llocs que els altres barrufets no i els guia quan estan perduts en algun lloc. Quan ell s'adona d'una cosa nova que ell descobreix i ho anuncia als barrufets, ells en general ho ignoren. Papà Barrufet i els altres ho admiren molt perquè la seva labor mai ningú la va aconseguir fer íntegrament. En altres paraules, és un barrufet únic, al qual ningú, ni tan sols Papà Barrufet, ha aconseguit igualar en les seves habilitats de rastreig. Ja sigui rastrejant el llogaret, un barrufet, o el seu aliment (Pitufresas, ous i tòfones). | Rastrejador (personatge original del dibuix animat) usa una ploma vermella petita en la seva gorra i a vegades porta un pal per a caminar, és un excel·lent amant de la naturalesa, rastrejador i pronosticador del clima. Ell coneix llocs que els altres barrufets no i els guia quan estan perduts en algun lloc. Quan ell s'adona d'una cosa nova que ell descobreix i ho anuncia als barrufets, ells en general ho ignoren. Papà Barrufet i els altres ho admiren molt perquè la seva labor mai ningú la va aconseguir fer íntegrament. En altres paraules, és un barrufet únic, al qual ningú, ni tan sols Papà Barrufet, ha aconseguit igualar en les seves habilitats de rastreig. Ja sigui rastrejant el llogaret, un barrufet, o el seu aliment (Pitufresas, ous i tòfones). |
| Apareix en              | | | |
| Rondinaire              | | | |
| Nom original en francès | Schtroumpf grognon | Schtroumpf grognon | Schtroumpf grognon |
| Descripció              | Rondinaire és l'antisocial, el rondinaire del llogaret dels barrufets. La seva frase podria dir-se és canviant: en la sèrie és odi (alguna cosa o a algú), mentre que en el còmic és a mi no m'agraden (alguna cosa o algú). Normalment porta la mala cara i els braços plegats. No té molts amics, li desagrada tot, però no significa que sigui dolent. Li agrada Pitufina (Encara que en les pel·lícules actuals es distingeix l'atracció que té amb Vexy) i cuidar a Bebè Barrufet. Malgrat tot, té un gran cor. Odia a Filòsof. Mai li demostra afecte a ningú de cap manera, encara que realment vol a tots els barrufets. L'en el capítol el premi barrufet d'or diu odi la primavera però després comença a cantar amb un somriure mentre salta, però quan veu a altres barrufets es porta rondinaire. En un altre capítol estava abraçant molt feliç a Bebè Barrufet, però quan els barrufets ho veien, ràpidament arrufava les celles i deixava al bebè en el seu bressol. Té un gran secret: ell, en realitat, es comporta com a rondinaire però no ho és (molta gent diu que aquest barrufet hauria de dir-se barrufet actor ja que actua de rondinaire). A més és notable com gairebé no parla (els fanes creuen que podria ser perquè els altres barrufets parlen molt -especialment Miop- i Rondinaire ho avergonyeixen). Però en la pel·lícula de 2011 parla notablement més. | Rondinaire és l'antisocial, el rondinaire del llogaret dels barrufets. La seva frase podria dir-se és canviant: en la sèrie és odi (alguna cosa o a algú), mentre que en el còmic és a mi no m'agraden (alguna cosa o algú). Normalment porta la mala cara i els braços plegats. No té molts amics, li desagrada tot, però no significa que sigui dolent. Li agrada Pitufina (Encara que en les pel·lícules actuals es distingeix l'atracció que té amb Vexy) i cuidar a Bebè Barrufet. Malgrat tot, té un gran cor. Odia a Filòsof. Mai li demostra afecte a ningú de cap manera, encara que realment vol a tots els barrufets. L'en el capítol el premi barrufet d'or diu odi la primavera però després comença a cantar amb un somriure mentre salta, però quan veu a altres barrufets es porta rondinaire. En un altre capítol estava abraçant molt feliç a Bebè Barrufet, però quan els barrufets ho veien, ràpidament arrufava les celles i deixava al bebè en el seu bressol. Té un gran secret: ell, en realitat, es comporta com a rondinaire però no ho és (molta gent diu que aquest barrufet hauria de dir-se barrufet actor ja que actua de rondinaire). A més és notable com gairebé no parla (els fanes creuen que podria ser perquè els altres barrufets parlen molt -especialment Miop- i Rondinaire ho avergonyeixen). Però en la pel·lícula de 2011 parla notablement més. | Rondinaire és l'antisocial, el rondinaire del llogaret dels barrufets. La seva frase podria dir-se és canviant: en la sèrie és odi (alguna cosa o a algú), mentre que en el còmic és a mi no m'agraden (alguna cosa o algú). Normalment porta la mala cara i els braços plegats. No té molts amics, li desagrada tot, però no significa que sigui dolent. Li agrada Pitufina (Encara que en les pel·lícules actuals es distingeix l'atracció que té amb Vexy) i cuidar a Bebè Barrufet. Malgrat tot, té un gran cor. Odia a Filòsof. Mai li demostra afecte a ningú de cap manera, encara que realment vol a tots els barrufets. L'en el capítol el premi barrufet d'or diu odi la primavera però després comença a cantar amb un somriure mentre salta, però quan veu a altres barrufets es porta rondinaire. En un altre capítol estava abraçant molt feliç a Bebè Barrufet, però quan els barrufets ho veien, ràpidament arrufava les celles i deixava al bebè en el seu bressol. Té un gran secret: ell, en realitat, es comporta com a rondinaire però no ho és (molta gent diu que aquest barrufet hauria de dir-se barrufet actor ja que actua de rondinaire). A més és notable com gairebé no parla (els fanes creuen que podria ser perquè els altres barrufets parlen molt -especialment Miop- i Rondinaire ho avergonyeixen). Però en la pel·lícula de 2011 parla notablement més. |
| Apareix en              | Sèries, còmics i pel·lícules | Sèries, còmics i pel·lícules | Sèries, còmics i pel·lícules |
| Veu                     | Pel·lícula / Sèrie | VO | Català |
| Veu                     | Sèrie 1981 | Michael Bell | Francesc Figuerola Oriol de Balle |
| Veu                     | Els Barrufets | | |
| Veu                     | Els Barrufets 2 | | |
| Veu                     | Els barrufets. El poble amagat: | Jake Johnson | Santi Lorenz |

## S
| Salvatge                | Salvatge | Salvatge | Salvatge |
| ----------------------- | --- | --- | --- |
| Nom original en francès | | | |
| Descripció              | Salvatge porta roba feta de fulles verdes. Salvatge va créixer en el bosc i no s'entén amb els altres barrufets. En canvi, pot comunicar-se amb els animals i demanar la seva ajuda. | Salvatge porta roba feta de fulles verdes. Salvatge va créixer en el bosc i no s'entén amb els altres barrufets. En canvi, pot comunicar-se amb els animals i demanar la seva ajuda. | Salvatge porta roba feta de fulles verdes. Salvatge va créixer en el bosc i no s'entén amb els altres barrufets. En canvi, pot comunicar-se amb els animals i demanar la seva ajuda. |
| Apareix en              | | | |
| Veu                     | Pel·lícula / Sèrie | VO | Català |
| Veu                     | Sèrie 1981 | Frank Welker | Anna Maria Camps |
| Sassette                | | | |
| Nom original en francès | Sassette | Sassette | Sassette |
| Descripció              | Sassette va ser creada pels altres barrufets perquè fos com una germana de la Barrufeta, ja que els altres la ignoraven. Sassette és una noia pèl-roja (una mica pigosa en els còmics) amb cuetes. Van utilitzar la mateixa mescla que va usar Gargamel per a fer a la Barrufeta. Com ella, va sortir malvada i amb el pèl agitat i desordenat. En estar distreta (fent bromes a la Barrufeta amb una aranya, sense què s'adonés) el Gran Barrufet li vessa una substància que la torna amb trenes (i pigues en els còmics), i coneix a la Barrufeta. Té aproximadament entre 6 o 7 anys i abans era una mica problemàtica i semblava que Entremaliat l'odiava, ja que li va fer que es fiquessin en problemes, però després el Gran Barrufet li llança un encanteri que la fa menys entremaliada, a vegades està amb els altres barrufets i se la passa molt bé amb ells, encara que creguin que és molt petita ella està enamorada d'Entremaliat però ella no ho vol admetre però si sent el seu amor per ell. Ella li agrada dir al Gran Barrufet com Papi i a l'Avi Barrufet com a Avieta. Ella té una mica d'un lloc càlid en el seu cor per a Gargamel ja que ella va ser feta pel seu encanteri, cridant-lo així com Papi Gargamel, cal destacar que és l'únic personatge que mostra afecte cap a ell. | Sassette va ser creada pels altres barrufets perquè fos com una germana de la Barrufeta, ja que els altres la ignoraven. Sassette és una noia pèl-roja (una mica pigosa en els còmics) amb cuetes. Van utilitzar la mateixa mescla que va usar Gargamel per a fer a la Barrufeta. Com ella, va sortir malvada i amb el pèl agitat i desordenat. En estar distreta (fent bromes a la Barrufeta amb una aranya, sense què s'adonés) el Gran Barrufet li vessa una substància que la torna amb trenes (i pigues en els còmics), i coneix a la Barrufeta. Té aproximadament entre 6 o 7 anys i abans era una mica problemàtica i semblava que Entremaliat l'odiava, ja que li va fer que es fiquessin en problemes, però després el Gran Barrufet li llança un encanteri que la fa menys entremaliada, a vegades està amb els altres barrufets i se la passa molt bé amb ells, encara que creguin que és molt petita ella està enamorada d'Entremaliat però ella no ho vol admetre però si sent el seu amor per ell. Ella li agrada dir al Gran Barrufet com Papi i a l'Avi Barrufet com a Avieta. Ella té una mica d'un lloc càlid en el seu cor per a Gargamel ja que ella va ser feta pel seu encanteri, cridant-lo així com Papi Gargamel, cal destacar que és l'únic personatge que mostra afecte cap a ell. | Sassette va ser creada pels altres barrufets perquè fos com una germana de la Barrufeta, ja que els altres la ignoraven. Sassette és una noia pèl-roja (una mica pigosa en els còmics) amb cuetes. Van utilitzar la mateixa mescla que va usar Gargamel per a fer a la Barrufeta. Com ella, va sortir malvada i amb el pèl agitat i desordenat. En estar distreta (fent bromes a la Barrufeta amb una aranya, sense què s'adonés) el Gran Barrufet li vessa una substància que la torna amb trenes (i pigues en els còmics), i coneix a la Barrufeta. Té aproximadament entre 6 o 7 anys i abans era una mica problemàtica i semblava que Entremaliat l'odiava, ja que li va fer que es fiquessin en problemes, però després el Gran Barrufet li llança un encanteri que la fa menys entremaliada, a vegades està amb els altres barrufets i se la passa molt bé amb ells, encara que creguin que és molt petita ella està enamorada d'Entremaliat però ella no ho vol admetre però si sent el seu amor per ell. Ella li agrada dir al Gran Barrufet com Papi i a l'Avi Barrufet com a Avieta. Ella té una mica d'un lloc càlid en el seu cor per a Gargamel ja que ella va ser feta pel seu encanteri, cridant-lo així com Papi Gargamel, cal destacar que és l'únic personatge que mostra afecte cap a ell. |
| Apareix en              | | | |
| Sastre                  | | | |
| Nom original en francès | Schtroumpf tailleur | Schtroumpf tailleur | Schtroumpf tailleur |
| Descripció              | Sastre fa tota la roba al poble. Té una veu irregular. Apareix sovint amb una o dues agulles de cosir en la seva gorra i una cinta de mesurar al voltant del seu coll. El sempre tots els dies li demana que l'ajudi a cosir o apedaçar la roba com si estigués acabada de fer. | Sastre fa tota la roba al poble. Té una veu irregular. Apareix sovint amb una o dues agulles de cosir en la seva gorra i una cinta de mesurar al voltant del seu coll. El sempre tots els dies li demana que l'ajudi a cosir o apedaçar la roba com si estigués acabada de fer. | Sastre fa tota la roba al poble. Té una veu irregular. Apareix sovint amb una o dues agulles de cosir en la seva gorra i una cinta de mesurar al voltant del seu coll. El sempre tots els dies li demana que l'ajudi a cosir o apedaçar la roba com si estigués acabada de fer. |
| Apareix en              | | | |
| Veu                     | Pel·lícula / Sèrie | VO | Català |
| Veu                     | Sèrie 1981 | Kip King | Gal Soler David Corsellas Norbert Ibero |
| Señor de Barrufet       | | | |
| Nom original en francès | | | |
| Descripció              | És un barrufet amb passió pel poder i ser un líder. La seva història es va publicar primer en 1964 i hi ha un episodi de dibuix animat on Barrufet Filòsof es torna el Rei. Porta roba d'or, una capa i una corona. | És un barrufet amb passió pel poder i ser un líder. La seva història es va publicar primer en 1964 i hi ha un episodi de dibuix animat on Barrufet Filòsof es torna el Rei. Porta roba d'or, una capa i una corona. | És un barrufet amb passió pel poder i ser un líder. La seva història es va publicar primer en 1964 i hi ha un episodi de dibuix animat on Barrufet Filòsof es torna el Rei. Porta roba d'or, una capa i una corona. |
| Apareix en              | | | |
| Somiador                | | | |
| Nom original en francès | | | |
| Descripció              | Somiador es passa el dia somiant amb altres llocs. Somiador és conegut per la seva aparença cansada com Astropitufo perquè sembla que viu en un planeta fictici, sense preocupar-se d'allò més important. | Somiador es passa el dia somiant amb altres llocs. Somiador és conegut per la seva aparença cansada com Astropitufo perquè sembla que viu en un planeta fictici, sense preocupar-se d'allò més important. | Somiador es passa el dia somiant amb altres llocs. Somiador és conegut per la seva aparença cansada com Astropitufo perquè sembla que viu en un planeta fictici, sense preocupar-se d'allò més important. |
| Apareix en              | | | |
| Sospitós                | | | |
| Nom original en francès | | | |
| Descripció              | Ell és un nou Barrufet es mostra en Els Barrufets: La llegenda de Smurfy Hollow. Ell es distingeix principalment per la seva sospites | Ell és un nou Barrufet es mostra en Els Barrufets: La llegenda de Smurfy Hollow. Ell es distingeix principalment per la seva sospites | Ell és un nou Barrufet es mostra en Els Barrufets: La llegenda de Smurfy Hollow. Ell es distingeix principalment per la seva sospites |
| Apareix en              | | | |
| Submarinista            | | | |
| Nom original en francès | | | |
| Descripció              | Submarinista usava un submarí que li va fer l'Inventor. Després d'una trobada amb un peix i amb Gargamel, va convertir el submarí en un vehicle amb rodes. Quan això tampoc ho va conformar, es va convertir en un Barrufet mariner. Sol viatjar per a aconseguir espècies per al poble Barrufet. | Submarinista usava un submarí que li va fer l'Inventor. Després d'una trobada amb un peix i amb Gargamel, va convertir el submarí en un vehicle amb rodes. Quan això tampoc ho va conformar, es va convertir en un Barrufet mariner. Sol viatjar per a aconseguir espècies per al poble Barrufet. | Submarinista usava un submarí que li va fer l'Inventor. Després d'una trobada amb un peix i amb Gargamel, va convertir el submarí en un vehicle amb rodes. Quan això tampoc ho va conformar, es va convertir en un Barrufet mariner. Sol viatjar per a aconseguir espècies per al poble Barrufet. |
| Apareix en              | | | |

## T
| Terrisaire              | Terrisaire                                                                                  |
| ----------------------- | ------------------------------------------------------------------------------------------- |
| Nom original en francès |                                                                                             |
| Descripció              | Apareix breument en la historieta Els Barrufets i el Llibre que sap tot.                    |
| Apareix en              |                                                                                             |
| Tímid                   |                                                                                             |
| Nom original en francès |                                                                                             |
| Descripció              | Un barrufet que amb prou feines es relaciona amb els barrufets a causa de la seva timidesa. |
| Apareix en              |                                                                                             |

## V
| Valent                  | Valent |
| ----------------------- | --- |
| Nom original en francès | |
| Descripció              | Valent és un barrufet bastant rude i arriscat. Té una mica de barba de color cafè als extrems de la seva cara, usa una vestit de tipus escocès i té un adorn blau en el capell. Té un caràcter semblant al de Forçut, el seu millor amic és Natural. No ha de ser confós amb Barrufet Forçut. |
| Apareix en              | |
| Vexy                    | |
| Nom original en francès | |
| Descripció              | Vexy va ser una creació original de Gargamel. Igual que el seu germà Hackus, Vexy es va convertir en un Barrufet real per l'encanteri que es va utilitzar originalment en la Barrufeta. Li agrada barrufet Rondinaire. Vexy és una noia de cabell negre amb un floc blau usa barret i sabates del color negre i està vestida d'un vestit de color cafè amb ratlles amb una faldilla habitada i un cinturó adornat amb joies de color blau. Apareix en Els Barrufets 2 i Els Barrufets: La llegenda de Smurfy Hollow. |
| Apareix en              | |

## Villans
- Gargamel

És el principal enemic dels Barrufets, és un bruixot que viu amb el seu gat anomenat Azrael en una barraca abandonada, ell va ser cosa que va fer que Rosita no tornés a ser normal per un encanteri que ell li va fer perquè ella fos una Barrufeta permanentment, a menys que Gargamel desaparegui del món Rosita tindrà el seu cos original de nou. No es nota molt però vol molt a Azrael com a mostra en l'episodi una llàgrima de barrufet en la qual Azrael es perd i el tracta de trobar-ho, després comença a estranyar-ho però quan ho troba ja no es mira tant.
- Azrael

És la mascota de Gargamel, un gat, que també vol capturar als Barrufets.
- Escrúpols

Aprenent que va ser relegat a Gargamel sense molta voluntat, malgrat que no odia precisament als barrufets. Igual fa costat a Gargamel en els seus plans de venjança cap a ells. Moltes vegades li crida a Gargamel Gargui.
- Nèmesi

Némesis és una criatura sinistra singlot embolicat en un mantell de porpra. Ell és un mag malvat com Gargamel, només que molt més potent. Ell està constantment tractant de robar la pedra llarga vida, que és l'artefacte màgic que concedeix els Barrufets la seva vida útil extremadament llarga. Va ser una vegada un ésser humà, però després d'un accident de màgia en caure un pou mutant, es va convertir en tan grotesc que les persones s'horroritzen davant la visió del seu rostre, per la qual cosa manté la seva caputxa sobre ella.
- Hogatha

Hogatha és un personatge que va ser creat per a la sèrie de dibuixos animats de televisió, però ha aparegut en almenys un dels còmics per a la revista, que sovint ha pres d'episodis de la sèrie. Ella és un malament, lletja bruixa que usa la seva màgia per a atreure pretendents desprevinguts, i ocasionalment causar problemes als Barrufets. Hogatha ronca veu alta amb el seu gran nas cobert de berrugues. Ella pensa que ella és bella, malgrat que en realitat és bastant lleig i porta una perruca vermella per a cobrir la seva calvicie. Ella cavalca sobre un voltor longanimitat el nom de la qual tendeix a variar d'un episodi a un altre, però la més freqüent és la d'Harold. Ella i Gargamel disgusten entre si, i que sovint es refereix a ell com a Olor Faci gàrgares.
- Lord Balthazar

Balthazar és el padrí de Gargamel. Balthazar menysprea els Barrufets i és en realitat més de cor fred que Gargamel a més de ser un més poderós embruixador. Ell té un corb de mascota que actua com el seu espia, dos sequaços lerdos, i viu en un gran castell les cases del qual vallejo un temible drac anomenat Monstre del Fossat.
- Monty

Monty és un ocell de voltor que és l'altra mascota de Gargamel en la pel·lícula animada Smurfs: The Lost Village. Monty sembla ser el favorit de Gargamel, malgrat que sembla un intel·lecte menor, la qual cosa irrita a Azrael sense fi.
- Clorhidris

Clorhidris és una poderosa bruixa que tot el temps intenta destruir la bellesa i alegria del món. A diferència dels altres vilans, ella sembla no tenir un altre objectiu que el mal pel mal mateix. Sembla tenir una història d'amor tràgica en el seu passat; i té una fillola a la qual va confinar en un palau en càstig a la bellesa que la naturalesa li havia donat. Viu acompanyada d'un tucà parlant.

## Altres personatges
- Jan i Trencapins

En Jan és un escuder jove (després un cavaller) en un regne molt petit en alguna part d'Europa en l'Edat mitjana. Defensa al seu rei i segueix les seves ordres per a ajudar-lo o simplement per a ajudar a uns altres que el necessitin. Després d'uns anys, es troba amb en Trencapins, i es fan bons amics. Jan i Trencapins han d'anar al poble dels barrufets per a aconseguir una flauta màgica. Així els barrufets se'ns presenten en les historietes. Els barrufets apareixeran després en les aventures de Jan i Trencapins, i viceversa. En la sèrie animada, sovint es va relegar a Jan i Trencapins els personatges incidentals, i només ocasionalment apareixen en històries estranyes enfocades en el parell i el regne que van protegir.
- Plomes

Plomes és una cigonya i fidel amiga dels Barrufets que proporciona transport i enviament de correspondència quan es necessita.
- Pare Temps

Pare Temps, retratat en la imatge clàssica de l'home vell marcit amb la túnica blanca i la dalla, està al càrrec de temps. És un bon amic dels Barrufets i de la Mare Naturalesa.
- Homnibus

Homnibus és un mag humà vell i amic del Gran Barrufet amb qui li agrada jugar als escacs. És servit per un home jove anomenat Olivier. Li va donar un gosset als barrufets com a regal. (El Gran Barrufet li diu Gran Mag)
- La Mare Natura

La Mare Natura està a càrrec del funcionament del curs de la naturalesa. La Mare Natura té moltes vares màgiques. És una bona amiga dels Barrufets, sobretot del Gran Barrufet. És molt protectora i comprensiva; però molt severa si és que ha de castigar a algú (va estar a punt de deixar a la Barrufeta de color blanc per sempre quan aquesta va menysprear el valor d'una campaneta o violeta durant la seva cerca d'una rosa blava). Sembla conèixer bastant bé al Pare Temps.
- Pixies

Els Pixies (dibuix animat en els caràcters originals) semblen humans diminuts amb ales. Té por del Wartmongers que intenta agafar-los i treure'ls les seves ales per a fer-los els seus servents. Al principi creuen que l'única cosa pitjor que un Wartmonger és un Barrufet. Després de convèncer-se que els Barrufets no es converteixen en els monstres d'ulls vermells com sempre havien cregut, comencen a relacionar-se amb els Barrufets després de canviar al Wartmongers per ells.
- Príncep Gerard

Príncep Gerard (dibuix animat en el caràcter original), és un nen príncep, amic dels Barrufets, qui en el futur es torna un rei. Els Barrufets l'ajuden a derrotar a la seva tia dolenta, la Senyora Imperia que intenta quedar-se amb la corona.
- Princesa Sabina

Princesa Sabina (dibuix animat en el caràcter original), és un habitant d'un regne pròxim el rei del qual (anònim) –probablement el seu pare o avi– és conscient de l'existència dels Barrufets. És una dona jove de cap vermell que no sempre està satisfeta de romandre sota el tutelaje de la Dama Barbara i d'aprendre com cosir i abocar el te. És una tiradora especialista i bona amiga de Johan (pel que sembla pot haver-hi alguna atracció mútua entre aquests dos). També és parent de Príncep Gerard.
- Laconia

Aquesta Fada, pel que sembla casada amb un trobador boiximà que només toca la seva música per a ella, és sordmuda; encara que sembla posseir una habilitat especial per a comprendre l'essència mateixa de la música: prova d'això és que quan les notes musicals van ser robades i ocells i instruments musicals van emmudir, ella va ajudar els barrufets a trencar l'encanteri (l'única manera de fer-lo era cantant). Té l'honor de ser el primer personatge de capacitats diferents dels dibuixos animats nord-americans.
- El cadell

El cadell és una criatura màgica amb la forma de gos. Va ser un regal per al Gran Barrufet fet per Homnibus. Va ser el Bebè Barrufet, no obstant això, qui va obrir el medalló encantat al voltant del coll de Cadell i amb això es va fer el veritable amo del gos. El cadell és un amic bo i protegeix als barrufets del gat de Gargamel, Azrael.
- Smoogle

Veu original de Russi Taylor
Smoogle és l'animal domèstic de Nanny. És un conill acolorit magenta. Nanny ho adora i és una mica sobreprotectora amb ell.
- Ocell xisclaire / Gallimarsot

És un ocell verd que crida Qrauuuuuuuuuuuuuuu, qricau, qricau. Va ser creat sense voler pel Gran Barrufet, quan, ell estava fent una crema per a fer créixer coses, la hi aplica a la seva planta gairebé marcida. Aquesta creix. Però, es converteix en una Superplantacarnívora, Papà Barrufet ordena al Barrufet Esportista i a Dormilega, que enterrin en el desert la crema, però el Dormilega té tanta mandra que la tira a un canó. Sense voler, un ocell bebè beu d'aquesta crema i es converteix en el Gallimarsot.
- Gegant

Apareix en la sèries de televisió de 1981 i 2021, és un ogre molt golut i sempre té gana. En diverses ocasions és enganyat per Gargamel perquè l'ajudi per a atrapar als barrufets. És de bon cor i no gaire intel·ligent. Apareix per primera vegada en l'episodi Sopa a la barrufet.
- Marina

Marina és una bella sirena i l'interès amorós de Geni. Ella apareix en la sèrie animada de 1981.
- Denisa

Denisa ella és la neboda de Balthazar. Denisa i Sassette es converteixen en millors amigues després de salvar-se dels llops ferrores. Ella apareix en la temporada 8 de la sèrie de dibuixos animats en els episodis Un barrufet per a Denisa, La munequita de Denisa, i la festa de Denisa.
- Leaf

És una jove fada que va aparèixer en la segona temporada de la sèrie animada de 2021. Està destinada a reemplaçar a la Mare Natura. Porta un vestit verd revestit amb dues tires als braços.